# Kaple svaté Barbory (Bakov nad Jizerou)
Kaple svaté Barbory v Bakově nad Jizerou je římskokatolická hřbitovní sakrální stavba, která bývá někdy nazývána, zřejmě pro své rozměry, kostelem. Z liturgicko-kanonického hlediska se však jedná o kapli. Nachází se asi 150 metrů od vlakové stanice Bakov nad Jizerou město. Vede k ní renesanční brána z roku 1588 ve tvaru polosloupové edikuly vyvršené trojhranným štítem s nápisem a reliéfní výzdobou. V okolí kaple je zaniklý hřbitov z něhož se zachovaly náhrobky a sošky. Od roku 1967 je kaple, spolu se vstupní bránou, ohradní zdí a výklenkovou kaplí s krucifixem, chráněna jako kulturní památka.

## Historie

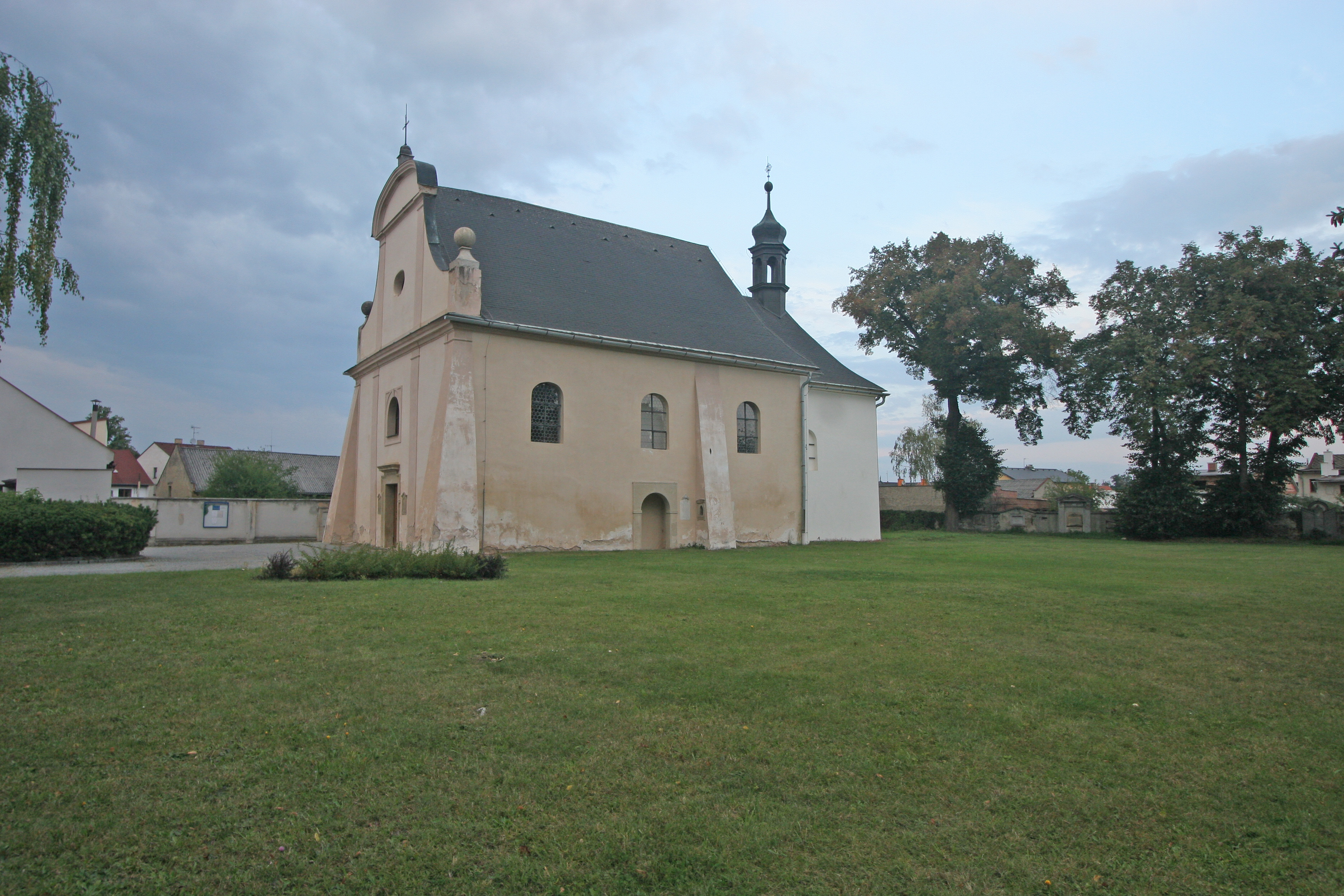
Kaple sv. Barbory z boku

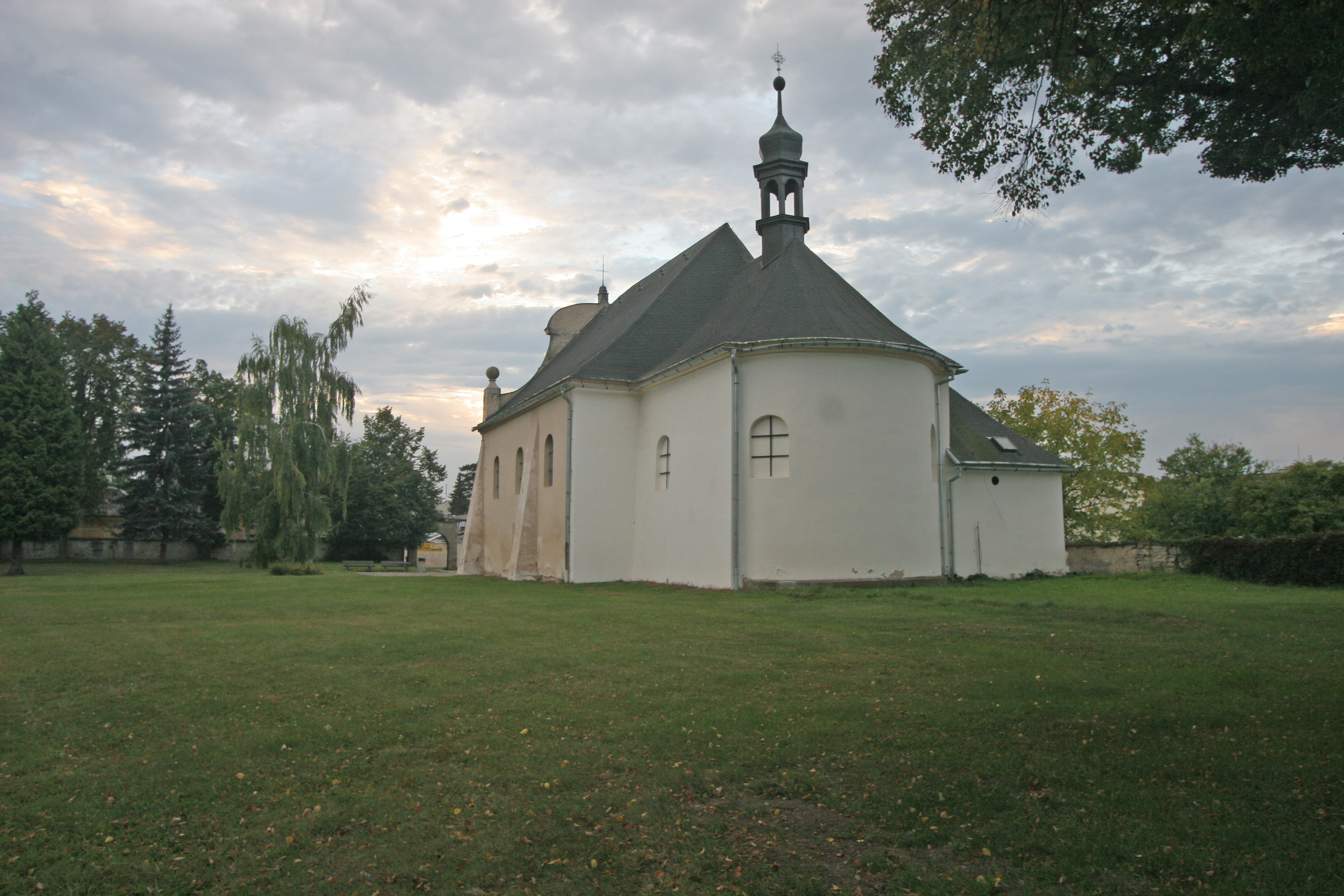
Kaple z pohledu od závěru

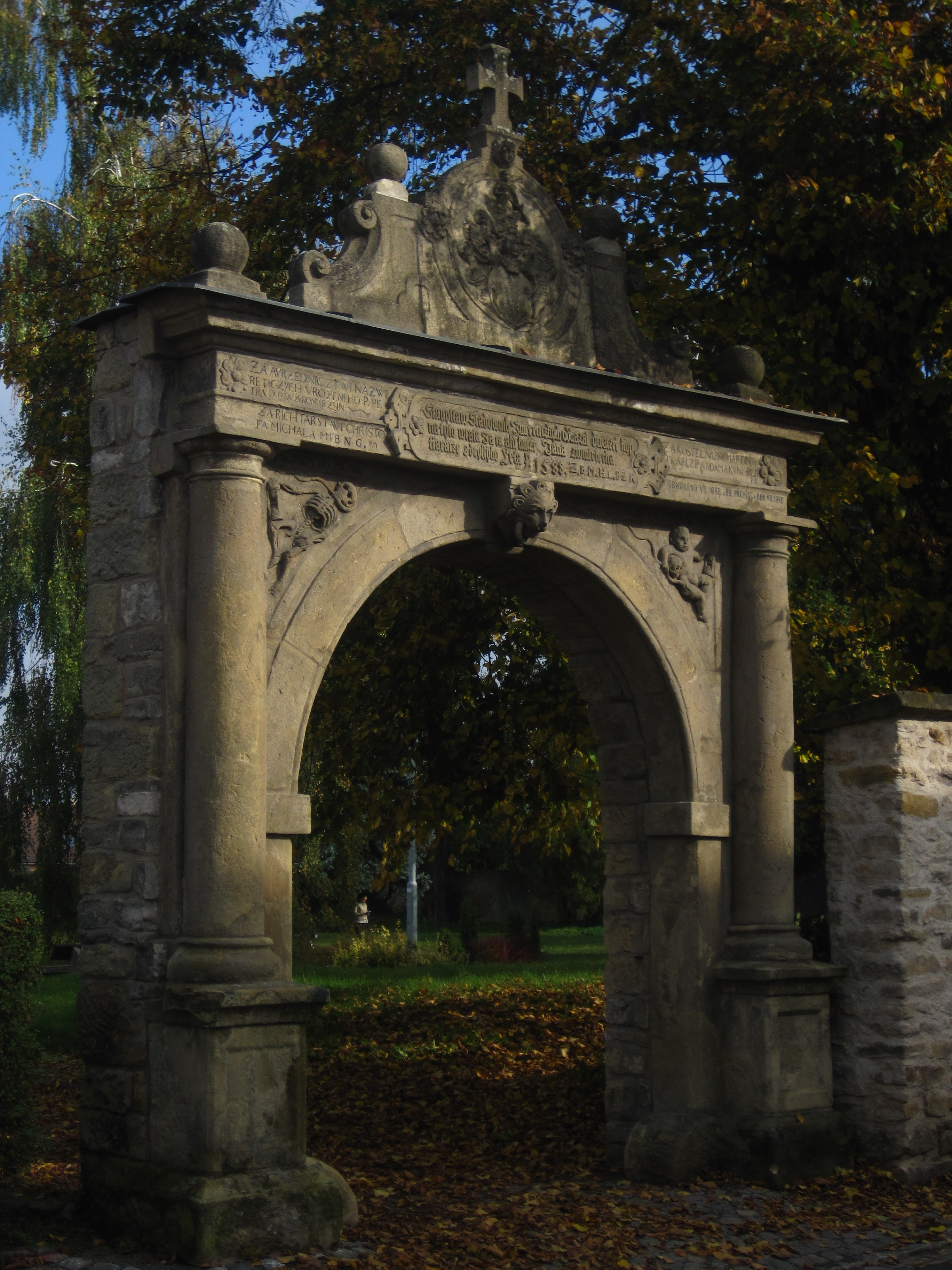
Detail vstupní brány

Původně se jednalo o pozdně gotickou hřbitovní stavbu ze začátku 16. století. Dále zde byl bratrský sbor. Kaple byla obnovena v roce 1614 a zbarokizována v letech 1701–1702 stavitelem M. Raimondim. Opravena byla roku 1817 a v roce 1920.

## Architektura
Kaple je neorientovaná, jednolodní s obdélným segmentově uzavřeným presbytářem. K presbytáři po severní straně přiléhá sakristie. Fasády kaple jsou hladké. Okna mají půlkruhové záklenky. V průčelí je tabulový štít z roku 1701.
Uvnitř má kaple plochý strop se štukovým zrcadlem. Presbytář má valenou klenbu s lunetami a konchou.

## Zařízení
Hlavní oltář tvoří plastická kompozice sv. Barbory, sv. Ludmily, sv. Maří Magdalény a krucifixu, které jsou dílem J. Jelínka z Kosmonos z roku 1743. U jižní stěny kaple se nachází šest klasicistních figurálních náhrobků z poloviny 19. století, které jsou značně poškozené.